# Monêtier-Allemont
Monêtier-Allemont è un comune francese di 296 abitanti situato nel dipartimento delle Alte Alpi della regione della Provenza-Alpi-Costa Azzurra.

## Società

### Evoluzione demografica
Abitanti censiti